# Тиволи (Сиракуза)
Тиволи је насеље у Италији у округу Сиракуза, региону Сицилија.
Према процени из 2011. у насељу је живело 333 становника. Насеље се налази на надморској висини од 69 м.